# Cantone di Les Hautes Terres d'Oc
Il Cantone di Les Hautes Terres d'Oc è una divisione amministrativa dell'Arrondissement di Castres.
È stato istituito a seguito della riforma dei cantoni del 2014, che è entrata in vigore con le elezioni dipartimentali del 2015.

## Composizione
I 26 comuni iniziali dal 1º gennaio 2016 si sono ridotti a 24 per effetto della fusione di Castelnau-de-Brassac, Ferrières e Le Margnès a formare il nuovo comune di Fontrieu.
- Anglès
- Barre
- Berlats
- Le Bez
- Brassac
- Cambounès
- Escroux
- Espérausses
- Fontrieu
- Gijounet
- Lacaune
- Lacaze
- Lacrouzette
- Lamontélarié
- Lasfaillades
- Le Masnau-Massuguiès
- Moulin-Mage
- Murat-sur-Vèbre
- Nages
- Saint-Pierre-de-Trivisy
- Saint-Salvi-de-Carcavès
- Senaux
- Vabre
- Viane